# Naruto Shippūden: Clash of Ninja Revolution 3
 (octobre 2009).
Si vous disposez d'ouvrages ou d'articles de référence ou si vous connaissez des sites web de qualité traitant du thème abordé ici, merci de compléter l'article en donnant les références utiles à sa vérifiabilité et en les liant à la section « Notes et références ».
Naruto Shippūden: Clash of Ninja Revolution 3 est un jeu de combat sorti en France le 9 avril 2010 faisant partie de la saga Clash of Ninja de Naruto. Il est édité par Takara Tomy et développé par 8ing.

## Histoire
Le mode Histoire du jeu est constitué exclusivement de combats et de dialogues, et reprend les événements de la saga Shippuden à partir du retour de Naruto et de Jiraya au village caché des Feuilles, Konoha, jusqu'au combat contre Deidara pour récupérer Gaara, le Kazekage.

## Système de jeu
Les nombreux modes supplémentaires servant à rallonger la durée de vie en plus du mode Histoire sont :
- Score (solo ou équipe) : En 10 combats, atteignez le plus haut nombre de points possibles.
- Score 2 joueurs (coop équipe ou multijoueur) : Pareil, mais à deux.
- Chrono (solo et équipe) : Terminer 10 combats le plus rapidement possible.
- Chrono 2 joueurs (coop équipe ou multijoueur) : Pareil, mais à deux.
- Survie (solo ou équipe): Survivre à un maximum de combats d'affilée.
- Survie 2 joueurs (coop équipe ou multijoueur) : Pareil, mais à deux.
- Kumite : Tuez un maximum de Ninjas Déserteurs jusqu'à la mort.
- Missions : Remplissez des objectifs précis en essayant d'atteindre le grade maximum.